# LSV Richthofen Neukuhren
LSV Richthofen Richthofen Neukuhren was een Duitse voetbalclub uit Neukuhren, Oost-Pruisen, dat tegenwoordig tot Rusland behoort en sinds 1946 bekend is onder de naam Pionerski.

## Geschiedenis
De club werd opgericht als Luftwaffen-Sportabt. Richthofen Neukuhren op 1 december 1937 als legerclub en mocht meteen starten in de hoogste klasse, de Gauliga Ostpreußen. Ondanks een derde plaats achter VfB Königsberg en SV Preußen Mielau trok de club zich na één seizoen terug uit de competitie. Na één seizoen keerde de club terug naar de Gauliga en werd nu vijfde op acht clubs. Ook nu trok de club zich terug uit de competitie. In 1944 werd de club ontbonden. 